# Carlo Miranda
Carlo Miranda  (* 15. August 1912 in Neapel; † 28. Mai 1982 ebenda) war ein italienischer Mathematiker.

## Leben
Miranda erwarb 1931 das Diplom (Laurea) bei Mauro Picone in Neapel und war danach dort und anschließend in Rom dessen Assistent. 1933 habilitierte er sich und war nach einem Studienaufenthalt in Paris Professor in Genua, Turin (ab 1941 als ordentlicher Professor) und ab 1943 in Neapel, wo er mit Renato Caccioppoli das Mathematische Institut neu aufbaute. 1956 bis 1968 war er Präsident der Fakultät der Wissenschaften (Facoltà di Scienze) in Neapel. 1958 bis 1964 war er Vizepräsident der Unione Matematica Italiana (UMI):
Miranda war Analytiker und befasste sich unter anderem mit Integralgleichungen und elliptischen partiellen Differentialgleichungen sowie Anwendungen der Variationsrechnung und der Funktionalanalysis in der mathematischen Physik. Eine höherdimensionale Verallgemeinerung des Zwischenwertsatzes ist als Satz von Miranda oder auch Satz von Poincaré-Miranda bekannt. Poincaré hatte diese Aussage ohne Beweis angegeben.
Miranda zeigte dann, dass diese äquivalent zum Brouwerschern Fixpunktsatz ist. In der Funktionentheorie ist als Satz von Miranda eine Verallgemeinerung der Sätze von Montel und Schottky bekannt. Die dortige Voraussetzung, dass eine holomorphe Funktion die Werte 0 und 1 nicht annimmt, wird dahingehend abgeschwächt, dass die Funktion den Wert 0 und eine Ableitung den Wert 1 nicht annimmt.
1954 erhielt er den Urania Preis von Neapel, 1960 die Goldmedaille für Verdienste in Wissenschaft, Kultur und Kunst und 1961 den Preis des Präsidenten der Republik Italien der Accademia dei Lincei. Er war Mitglied der Accademia dei Lincei, der Accademia dei LX und assoziiertes Mitglied der Académie royale des Sciences, des Lettres et des Beaux-Arts de Belgique.

## Schriften (Auswahl)
- Condizioni sufficienti per il minimo degli integrali doppi, Roma : Accad., 1934
- Problemi di esistenza in analisi funzionale, Pisa : Tacchi, 1949
- Equazioni alle derivate parziali di tipo ellittico, Berlin : Springer, 1955
- Partial differential equations of elliptic type, Berlin/New York, Springer-Verlag, 1970